# Big Sandy (Texas)
Big Sandy is een plaats (town) in de Amerikaanse staat Texas, en valt bestuurlijk gezien onder Upshur County.

## Demografie
Bij de volkstelling in 2000 werd het aantal inwoners vastgesteld op 1288.
In 2006 is het aantal inwoners door het United States Census Bureau geschat op 1351, een stijging van 63 (4,9%).

## Geografie
Volgens het United States Census Bureau beslaat de plaats een oppervlakte van
4,3 km², waarvan 4,2 km² land en 0,1 km² water. Big Sandy ligt op ongeveer 128 m boven zeeniveau.

## Plaatsen in de nabije omgeving
De onderstaande figuur toont nabijgelegen plaatsen in een straal van 20 km rond Big Sandy.